# Фанерное
Фане́рное — посёлок в городском округе Семёновский Нижегородской области России. Входит в состав Огибновского сельсовета.

## География
Располагается на правом берегу реки Керженец в 39 км к северу от Семёнова и в 100 км к северо-северо-востоку от Нижнего Новгорода. На севере и западе к посёлку примыкает лесной массив, на востоке посёлок ограничен рекой, за которой также находится лес. В 2 км к юго-востоку (ниже по реке) находится деревня Поломное.
Через посёлок проходит автодорога Семёнов — Ильино-Заборское.

## История
До преобразования Семёновского муниципального района в Семёновский городской округ в 2010 году, посёлок входил в состав сельского поселения «Огибновский сельсовет», а до 2009 года входил в состав сельского поселения «Успенский сельсовет».

## Население
| 2002 | 2010 |
| ---- | ---- |
| 824  | ↘653 |